# Synteza sztuk
Synteza sztuk – idea i praktyka syntezy sztuk, rozumianej jako ich wspólnota mimo rozmaitości tworzywa. Związana z poszukiwaniem uniwersalnego języka sztuki. Od okresu romantyzmu określana jako correspondance des arts (z fr. wspólnota sztuk).

## Antyczna tradycja

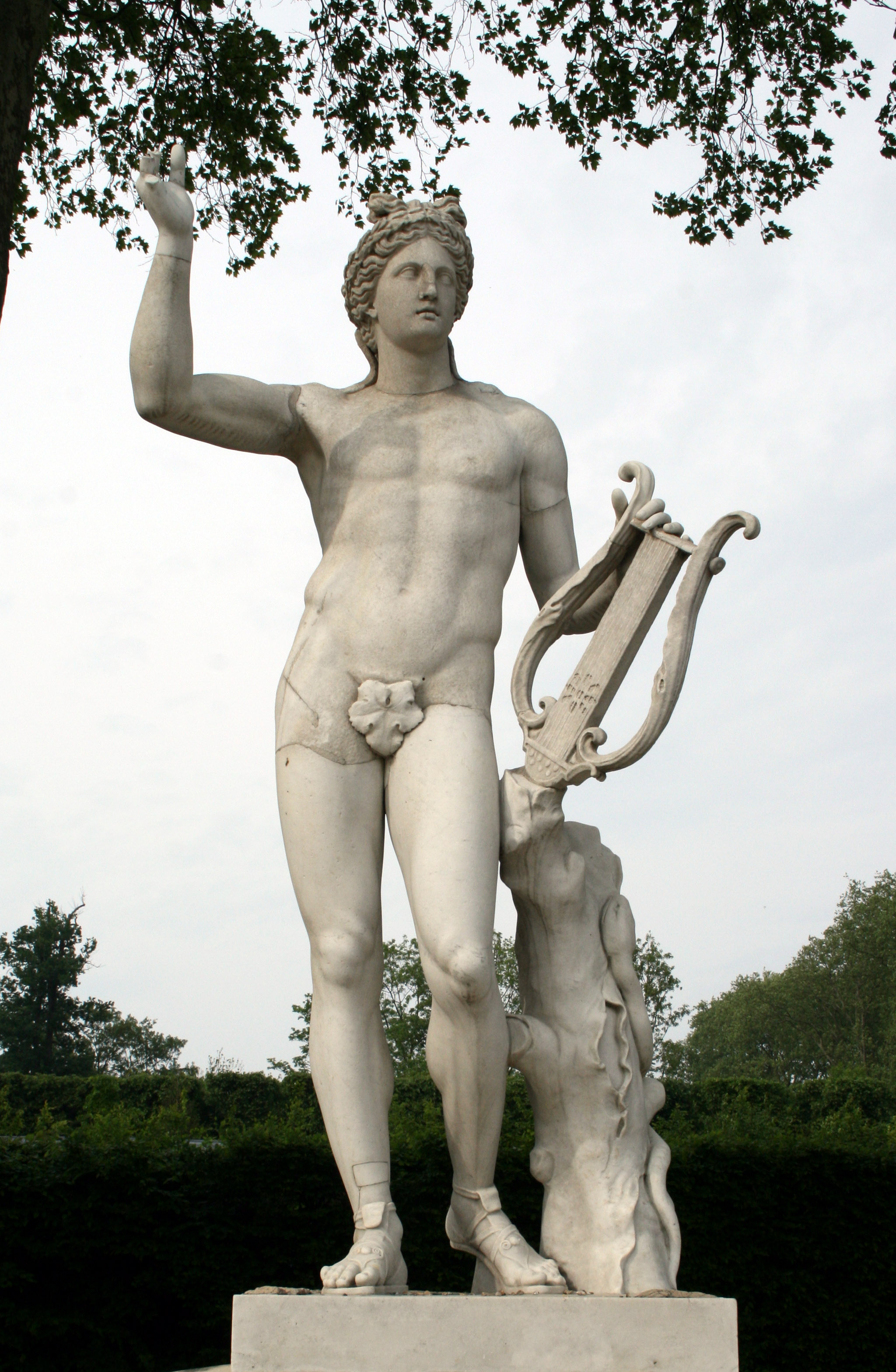
Dla starożytnych Greków to instrument muzyczny – lira – był symbolem poezji i atrybutem Apollina oraz muzy Erato

Tradycje takiego myślenia i postawy teoriopoznawczej sięgają antyku, przejawiając się w rozmaitych językach symbolicznych (badacze wskazują np. egipskie hieroglify). Już wówczas ujawniało się powiązanie słowa i obrazu – w piktogramach, będących zalążkiem nowożytnej literatury wizualnej jako integralne połączenie różnorodnego tworzywa i wspólnych znaczeń.
W kulturze greckiej znamienne było powiązanie liryki oraz muzyki i traktowanie tekstu jako wiersza melicznego, który zawsze winien być kojarzony z melodią i wyśpiewywany. Tak np. wszystkie dochowane wiersze Safony mają charakter meliczny (gr. melos znaczy tyle co melodia).
W kulturze rzymskiej poeta Horacy w swym Liście do Pizonów (znanym jako Sztuka poetycka) zawarł słynny zwrot ut pictura poesis (łac. poezja [jest] jak malarstwo), wykorzystany jako inspiracja w estetyce renesansowej, np. przez Leonarda da Vinci jako autora Traktatu o malarstwie.

## W średniowieczu i renesansie

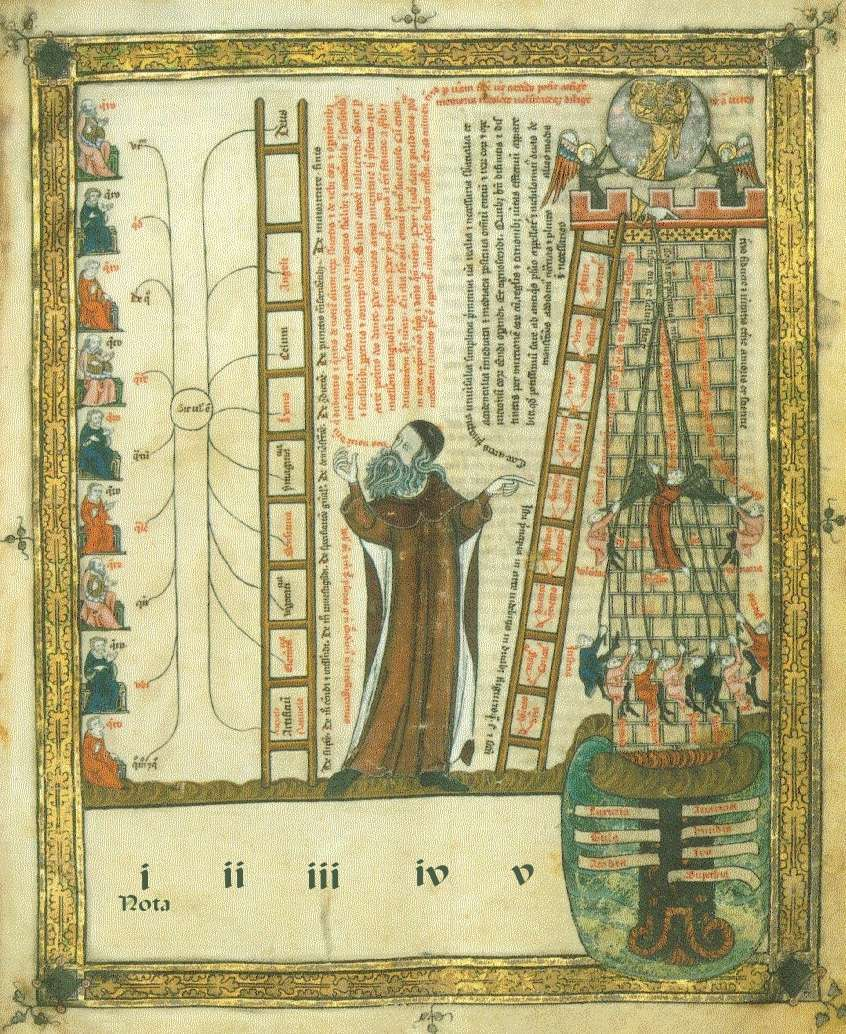
Bliskie komiksowej konwencji ujęcie w średniowiecznej iluminacji w Ars Magna Rajmunda Lulla, łączy sprawnie literacki tekst filozoficzny z plastyczną jego formą i oprawą

Swoistą, poza inspiracją antyczną, wrażliwość na wspólnotę sztuk ujawniało średniowiecze, zwłaszcza jego ars moriendi (łac. sztuka umierania) jako temat w sztukach plastycznych (ujmowany na sposób fabularny i „literacki”).
Innym obszarem wzajemnego przenikania się sztuk była w średniowieczu książka rękopiśmienna. Rozkwitające w epoce, najpierw w klasztorach benedyktynów (za sprawą św. Benedykta i jego Reguły, inspirującej kulturę intelektualną), zamiłowanie do książki (na razie pisanej ręcznie na pergaminie) przejawiało się w zakładaniu przy klasztorach bibliotek, w których istniało scriptorium, gdzie mnisi – kopista (skryba, czyli scriptor – łac. pisarz) i malarz – wykonywali wspólnie ozdobną księgę rękopiśmienną (kopiując dzieło już istniejące lub pisząc nowe). Z czasem ta kultura książki ogarnęła inne zakony (np. dominikanów) oraz dwory świeckie. W książce takiej tekst spisany był kaligraficznie, ilustrowały zaś go małe, a czasem ogarniające całą stronę, iluminacje sporządzone jako barwny rysunek lub wykonany akwarelą malunek. Odbiorca równocześnie czytał i „widział” dzieło – tak się działo w toku percepcji Biblii (zwykle Wulgaty) z obficie ilustrowanych ksiąg określanych jako Biblia pauperum. W Polsce arcydziełem w tej mierze są późnośredniowieczne (z 1532) Rozmyślania dominikańskie, dolorystyczna proza pasyjna, której naturalistycznie ujęte ilustracje ukazują krwawe cierpienia Chrystusa. Księgi takie, niezależnie od ich tematu i jakości artystycznej, zapowiadają strukturalnie estetykę komiksu.
Pojawił się też w epoce średniowiecza artysta wszechstronny, ogarniający i zespalający wyobraźnią wiele sztuk – to kobieta, benedyktynka i mistyczka Hildegarda z Bingen: poetka, malarka, kompozytorka, także teolożka (kobieta-teolog) i filozofka (oraz lekarka-fitoterapeuta uprawiająca medycynę naturalną i kucharka, ceniąca to, co wiek XX nazwał żywnością ekologiczną).
Renesans zainteresowany był wyobraźnią, którą traktował jako fantazjowanie, lecz i poznanie. Podstawy teoretyczne syntezy sztuk (do czego nawiązał romantyzm) dała filozofia i estetyka neoplatonizmu florenckiego, zwłaszcza Marsilio Ficino w obszernych komentarzach do Uczty Platona i w traktacie Teologia platońska. Przedmiotem uwagi odrodzenia był też symbol. Gian Francesco Pico della Mirandola w eseju O wyobraźni wskazywał obrazy symboliczne jako piękne i pomocne w wychowaniu młodzieży. W tym duchu publikowano liczne leksykony symboli.
Dzięki wynalazkowi druku książki były już drukowane, a zyskiwały często (przez wzgląd na średniowieczną tradycję ksiąg rękopiśmiennych) bogatą oprawę typograficzną, z wykorzystaniem grafik (zwykle drzeworytów), co wymagało od czytelnika percepcji w duchu syntezy sztuk. Taki charakter miał np. Źwierzyniec Mikołaja Reja, zawierający ryciny, jako swoista książka emblematyczna. Upowszechniały się też tomy, w których tekst traktowany był jako osobne tworzywo graficzne; stanowiły one zalążek literatury wizualnej.
Poszukiwania ściśle pojętej syntezy artystycznej hamował jednak klasycyzm renesansowy, akcentujący raczej autonomię każdej ze sztuk.

## Barok epoką syntezy sztuk

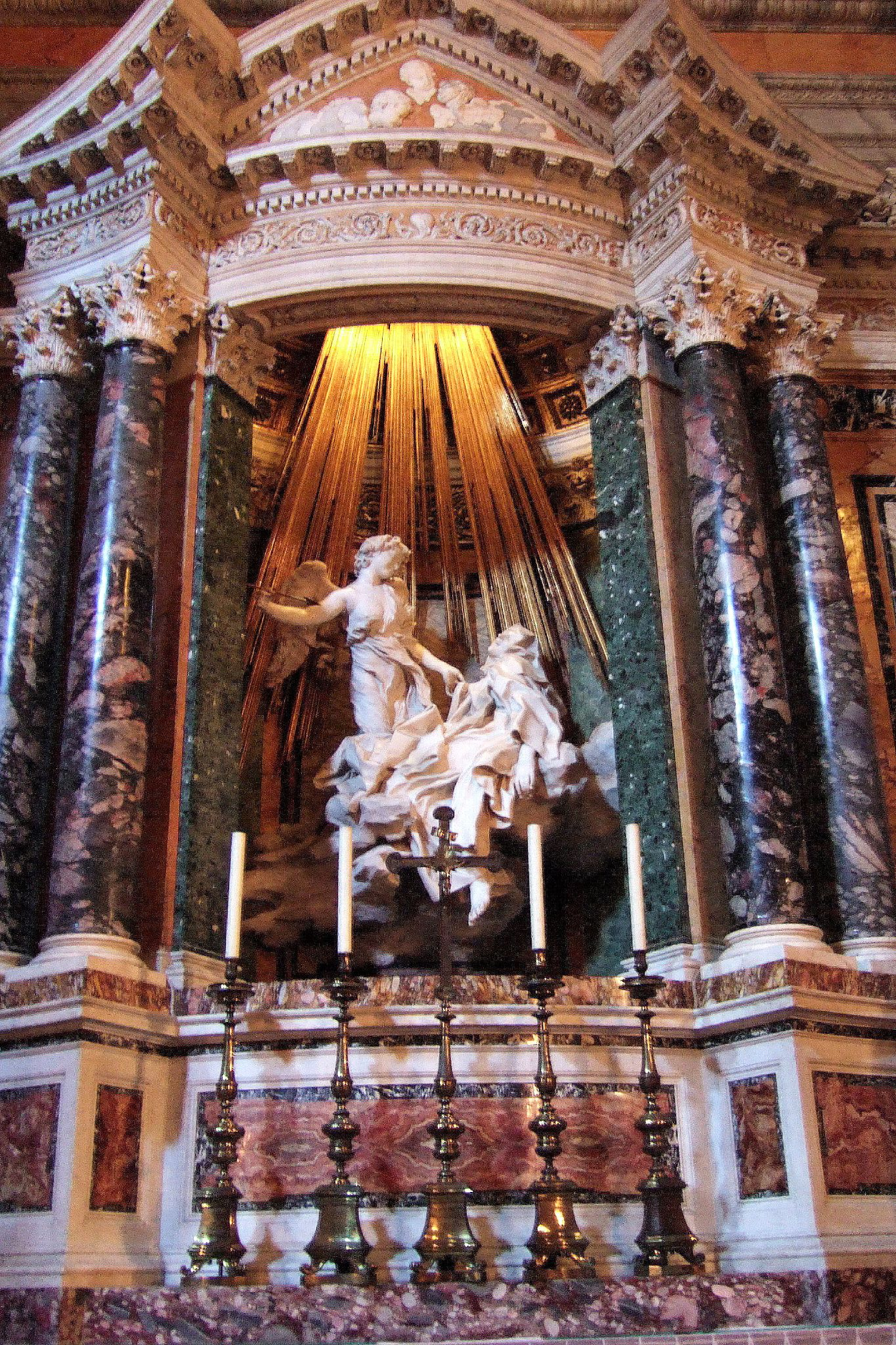
Barokowe theatrum sacrum, plastyczna reprezentacja chrześcijańskiej historii zbawienia, z jego teatralnymi efektami połączenia malarstwa, rzeźby i światła w otoczeniu muzyki – wszystko to miało wzbudzić u widza silne emocje.
Tu Ekstaza św. Teresy Berniniego

W pełni rozwijała myślenie o wspólnocie dopiero epoka baroku, poszukująca wiedzy uniwersalnej oraz duchowej i formalnej jedności wszystkich sztuk. Barokowe słowniki symboli otwierały na rozumienie bytu jako jedności wszelkich jego duchowych i materialnych przejawów – jedności „pochwyconej” przez symbol. Znaczenie szczególne miał Cesare Ripa i jego Ikonologia – obszerny, ilustrowany drzeworytami, słownik pojęć, ujętych na sposób emblematyczny: jako wizerunek symboliczny i komentarz dyskursywny do niego. W wieku XX nawiązał m.in. do niego Erwin Panofsky, budując własną koncepcje ikonologii (ikonografii) jako nauki o treściach symbolicznych dzieła sztuki. Ukazywano też w epoce baroku współzależność natury i kultury. Miało to wpływ na estetykę barokową.
Polak Sarbiewski w eseju O zaletach i wadach elegii w duchu rozpoznania jednolitości percepcji analizował emocyjny wymiar samogłosek, a w obszernym traktacie Dii gentium [Bogowie pogan] dał słownik mitów kultury, łączący tradycję antyczną i chrześcijańską.
W obrębie sztuki barokowej spełnieniem syntezy sztuk stał się emblemat jako gatunek z pogranicza literatury i sztuk plastycznych. Częste były też dzieła i książki traktowane eksperymentalnie jako całość z pogranicza literatury i sztuk plastycznych, z fantazyjnym składem tekstu, traktowanego od strony typograficznej na sposób „malarski”. Tekst przybierał kształt berła, drzewa, szklanicy itd. Barok jest w tej mierze okresem bujnego rozkwitu literatury wizualnej. W Polsce formy takie częste były w literaturze okolicznościowej, a przykładem są teksty w kształcie krzyża, berła, gwiazdy, obelisku czy pomnika nagrobnego.
Najpełniej jednak marzenie o wspólnocie sztuk urzeczywistnia opera, gatunek powstały w epoce baroku, właśnie na gruncie poszukiwania syntezy, tutaj łączącej muzykę (kompozycja, tworząca fundament dźwiękowy), literaturę (wyśpiewywane libretto), teatr (inscenizację) i malarstwo (z którego czerpie scenografia). Opera ukształtowała się w kręgu Cameraty florenckiej (podłoże teoretyczne nowemu myśleniu estetycznemu dał renesansowy jeszcze Vincenzo Galilei w przełomowym traktacie Dialogo della musica antica e moderna), rozwinęła w Wenecji, a pierwsze jej arcydzieła dał Claudio Monteverdi (premiera w 1607 jego Orfeusza uchodzi za początek trwania gatunku).
Barokowe wizjonerstwo, łączące rozmaite tworzywa i obszary percepcji pozwalało praktycznie spełniać koncepcję syntezy sztuk – tak pisali Shakespeare, Calderon (w swoich autos sacramentales), Marino (w poemacie L’Adone), a w Polsce Samuel Twardowski.

## Rygoryzm oświecenia
W okresie oświecenia akcentowano, w duchu estetyki klasycyzmu, raczej odrębność poszczególnych sztuk (Lessing w eseju Laokoon, 1766, rozpatrujący różnice między malarstwem a literaturą).
Wyjątek stanowiła opera, nie cała (często ograniczana wówczas do samego popisu wokalnego), ale ta, którą tworzył Wolfgang Amadeus Mozart. Dwa jego najpełniejsze dzieła operowe – Don Giovanni oraz Czarodziejski flet – tworzą idealnie harmonijne zespolenie muzyki, tekstu, fabuły i gry wyobraźni.

## Romantyzm i wspólnota sztuk
Okresem odnowienia dawnych marzeń i nowej fascynacji syntezą sztuk stał się, ponawiający w tej mierze dawne myślenie, a sięgający też do mistrzów baroku (jak Shakespeare), romantyzm. Inspirację dał też w swych wykładach z estetyki Hegel, który traktował sztukę jako przejaw absolutu w postaci zmysłowej, obszerne rozważania poświęcając formom symbolicznym w sztuce, „romantycznej formie sztuki” i poszczególnym rodzajom sztuk.
Myśl filozoficzna i estetyczna romantyzmu często skupiała się wokół duchowej jedności człowieka i natury, także kultury i natury, oraz bliskości osoby ludzkiej i Boga, wysnuwając z tego projekt sztuki, która na sposób symboliczny te powinowactwa ukaże: pisali o tym Jean Paul Richter, Friedrich Schleiermacher, malarz Otto Runge (zaprzyjaźniony z symbolicznie przedstawiającym pejzaż malarzem Friedrichem), także myśliciel Karl Trahndorff (1782–1863), który najmocniej rozwijał koncepcję Gesamtkunstwerk (dzieła sztuki uniwersalnego lub raczej „totalnego” – pojmowanego jako spójne zespolenie różnych sztuk: poezji, muzyki, malarstwa, tańca). Wszędzie tu sztuka pojmowana jest jako jednorodny mimo rozmaitości tworzywa język odsłaniający byt – „dzieło totalne” (Gesamtkunstwerk).
Spełnienie syntezy sztuk dali autorzy z pogranicza oświecenia i romantyzmu: Johann Wolfgang Goethe (w tragedii Faust) i, zwłaszcza wszechstronny William Blake (mistyk, poeta, malarz i grafik, łączący harmonijnie różne obszary swej twórczości w jedną wizję artystyczną).
W dojrzałym romantyzmie koncepcję wspólnoty wyobraźni i tworzywa głosili i spełniali, otwierając swą twórczość na inspirację innych sztuk: malarz Eugène Delacroix i polski kompozytor Fryderyk Chopin. Także inni polscy romantycy kształtują syntezę sztuk: Juliusz Słowacki (zwłaszcza w utworach późnych dający wizyjną jedność poezji oraz malarskich i muzycznych efektów) i Cyprian Norwid (jako artysta wszechstronny: poeta, malarz i rysownik – „sztukmistrz”, jak sam siebie nazywał).
Rodzajem obfitującym w tej epoce w wielkie wizje w duchu syntezy sztuk był dramat, a ściślej gatunek dla epoki idiomatyczny – dramat romantyczny. Wielką rolę w jego ukształtowaniu miała romantyczna recepcja baroku (jeszcze nie nazywano go tak jako epoki), w tym Calderona, a zwłaszcza Shakespeare’a, czytanego jako wizjoner, który uczy wolności artystycznej, a łączy rozmaite style i tworzywa sztuk. Teoretyczne podstawy dramatu romantycznego sformułował Victor Hugo. Synkretyczną wizję i spełnienie syntezy sztuk dał Goetheański Faust, pełen efektów muzycznych i, szczególnie w części II, nieomal „filmowych”. Jeszcze w romantyzmie te jego cechy uwypukliły adaptacje operowe, które dali Charles Gounod (Faust) i Hector Berlioz (Potępienie Fausta). W obrębie polskiego dramatu romantycznego synkretyczne wizje dają Adam Mickiewicz w Dziadach (zwłaszcza w części II) i Juliusz Słowacki w dramatach (najpełniej w ostatnim – Samuelu Zborowskim).
Opera romantyczna ponawiała pierwotną, ukształtowaną w baroku, tradycję gatunku jako formy synkretycznej (Gaetano Donizetti i Łucja z Lammermooru, Modest Musorgski i sięgający rosyjskiej tradycji muzycznej Borys Godunow, wspomniani Gounod i Berlioz, przede wszystkim zaś Giuseppe Verdi i oparte na tragediach Shakespeare’a opery Makbet oraz Otello). We Francji odmianą gatunku, bezwiednie (bez takiej świadomości estetycznej) nawiązującą do baroku, stała się grand opéra, której przedstawicielem był Giacomo Meyerbeer. Często jednak opera romantyczna skupiała się nazbyt wokół popisowych partii wokalnych, zatracając istotę gatunku.
Znaczenie szczególne miał więc późnoromantyczny kompozytor Richard Wagner, formułujący w pismach teretycznych koncepcję dramatu muzycznego (odróżnianego od opery). Wysnute z tych założeń jego dzieła (jak Tristan i Izolda, tetralogia Pierścień Nibelunga) były nowym spełnieniem barokowo-romantycznej koncepcji spójności tworzywa różnych sztuk w obrębie jednego kreacyjnego dzieła wizyjnego. Wagner urzeczywistniał postulowane przez wcześniejszych teoretyków „dzieło totalne” – Gesamtkunstwerk. Sam też pisał poetyckie libretta do swych dzieł.

## Od symbolizmu do modernizmu

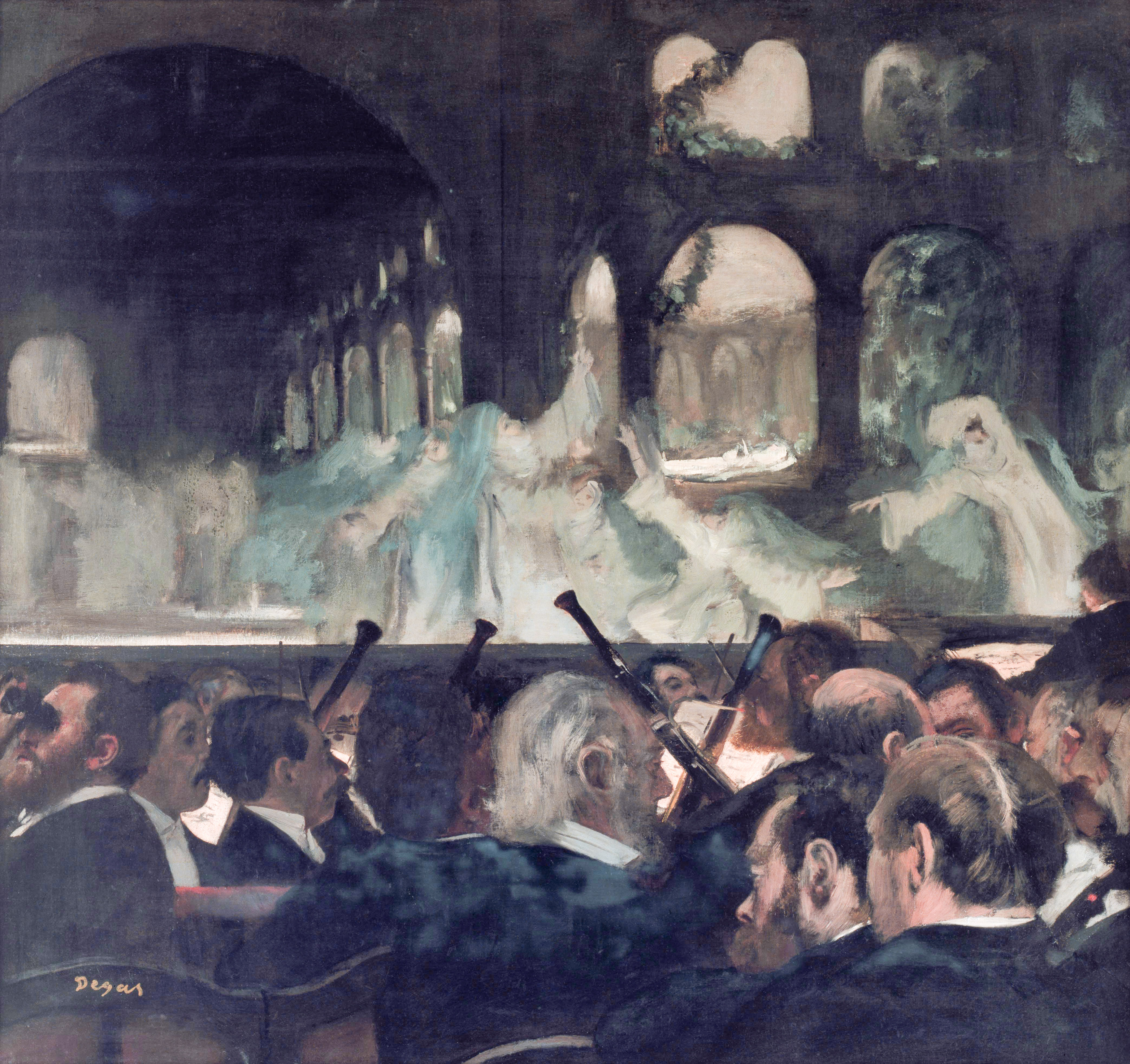
Przedstawienie opery Giacomo Meyerbeera Robert diabeł na obrazie Degasa. Wystawiana z przepychem francuska grand opéra z założenia była sztuką integralną, która miała łączyć malarstwo, scenografię, architekturę itd. Bogactwo instrumentacji i wielość środków muzycznych, recytatywy, a także partie baletowe, wartka akcja pełna zwrotów – schlebiały ówczesnym gustom mieszczańskiego Paryża.

Pod wrażeniem wizji „totalnego” dzieła sztuki Richarda Wagnera, Charles Baudelaire uznał muzykę za wzór dla poezji wyrażającej najbardziej osobiste i nieuchwytne przeżycia oraz wrażenia. Takiego znaczenia nabrała dla symbolistów muzyka, bo to właśnie ona – skuteczniej niż słowo, a nawet obraz (wtedy jeszcze realistyczny) – pobudzała uczucia i wyzwalała intuicję. Słynny sonet Baudelaire Correspondances (w polskich przekładach oddawano to Odpowiedniki lub Oddźwięki, choć tytuł znaczy po prostu Korespondencje, w sensie „wzajemne oddziaływania”) z tomu Kwiaty zła (1857) stał się wkrótce cząstką zwrotu corespondances des arts jako terminu z zakresu estetyki. Baudelaire przedstawiał w tym sonecie duchowe powinowactwo człowieka i natury, nazwanej „lasem symboli”. Z tej romantycznej wizji przyrody poeta wysnuł nową koncepcję symbolu, jako nie tyle cząstki pewnego rozpoznawalnego leksykonu znaczeń, ile głęboko osobistej i niepojmowalnej wizji. Baudelaire zainspirował tak symbolizm jako estetykę i kierunek artystyczny, który otwierał się na powinowactwa sztuk i zmierzał w stronę wielkiej synkretycznej wizji. Tak pisał Arthur Rimbaud, co wyraża jego poezja i proza poetycka, a programowo sonet Samogłoski (odsłaniający powinowactwa między dźwiękiem a obrazem).
Z inspiracji nowego symbolizmu modernizm jako epoka w literaturze i sztuce sięgał po syntezę sztuk często. Rozwijali to twórczo kompozytorzy Gustav Mahler (w swych, bogatych w treści filozoficzne symfoniach) i Aleksandr Skriabin (łączący dźwięk i kolor w obrębie wykonania – słynna koncepcja „fortepianu świetlnego”). Spośród artystów Młodej Polski najwszechstronniej urzeczywistnia wspólnotę sztuk Stanisław Wyspiański, poeta, malarz i rysownik – zwłaszcza w dramatach Noc listopadowa, Wesele i wizjonerskim Akropolis. Syntezę sztuk realizuje też Tadeusz Miciński w – ujętej z malarskim i niemal „filmowym” rozmachem – tragedii Bazylissa Teofanu
Określenia synteza sztuk i korespondencja sztuk często używane są zamiennie, tymczasem różnią się celami i dziedzinami sztuki, w których się głównie przejawiały.
| korespondencja sztuk                                                              | synteza sztuk |
| --------------------------------------------------------------------------------- | --- |
| cel: poszerzenie źródeł inspiracji, umuzycznienie poezji i malarstwa              | cel:pogłębienie przeżycia, wzmocnienie siły oddziaływania uczuciowego                                             |
| oparcie się na synestezji i możliwości wzajemnego oddziaływania na siebie zmysłów | wiara w to, że sztuki wywodzą się z jednego, mistycznego źródła, ale docierają do różnych zmysłów                 |
| obrazy i wiersze o muzycznych tytułach                                            | utwory „multimedialne”, takie jak Prometeusz Skriabina, Der Gelbe Klang Kandinsky’ego, Szczęśliwa ręka Schönberga |
| dotyczyła głównie poezji i malarstwa                                              | związana przede wszystkim z muzyką i teatrem                                                                      |

Po I wojnie światowej poeta Guillaume Apollinaire w zbiorze Kaligramy (1918) śmiało traktował tekst jak swobodną kompozycję graficzną, nadając całości charakter poezji wizualnej (np. w utworze Mandolina, goździk i bambus). Także futuryzm często eksperymentował, próbując syntezy sztuk.
Nową pochwałę wyobraźni dał surrealizm, niejako programowo otwarty na swobodne pole skojarzeń i zespolenie tworzywa różnych sztuk. Teoretyk kierunku, André Breton, dał w Manifeście surrealizmu (1924) program sztuki wyzwolonej i fantasmagorycznej. Skromniej wypadły ówczesne realizacje artystyczne tych założeń. Wyjątkiem był niemy film Luisa Buñuela Pies andaluzyjski z 1928 roku – halucynacyjny splot drastycznych obrazów (słynna scena przecinania oka brzytwą) o niejasnym znaczeniu symbolicznym, zwłaszcza erotycznym; było to jednak przede wszystkim studium podświadomości. Wielkie jest natomiast znaczenie idei surrealizmu jako inspiracji dla sztuki późniejszej – oto przyzwolenie (z ducha baroku i romantyzmu) na kreacyjną swobodę artysty.
W dwudziestoleciu międzywojennym futurystyczny poeta i malarz Tytus Czyżewski ujmował swe utwory na sposób bliski poezji wizualnej – to wiersze Poznanie i Dom, poemat Elektryczne wizje. Tom Czyżewskiego Pastorałki efekt syntezy sztuk uzyskuje, łącząc tekst poetycki i stylizowane na dawną grafikę ilustracje Tadeusza Makowskiego. Bliscy syntezy sztuk są dwaj wszechstronni artyści: Witkacy i Bruno Schulz, tak w zakresie rozległości działań twórczych, jak ukształtowania tworzywa dzieł. Witkacowska teoria czystej formy była także projektem sztuki ujętej synkretycznie, która wyraża (jak pisał) „uczucia metafizyczne”, łącząc wymiar estetyczny i egzystencjalny, a stanowiąc oczyszczającą katharsis. Witkiewicz nadawał swym obrazom olejnym z okresu formizmu wymiar literacko-wizyjny (Kuszenie świętego Antoniego), z kolei w dramatach kształtował pełne napięcia obrazy, wyrafinowane kompozycyjnie, ujęte malarsko i „filmowo” (Kurka Wodna, Matka, Sonata Belzebuba). Schulz tworzył osnute wokół erotycznej fabuły grafiki (Xięga bałwochwalcza), a prozę ujmował jako ekspresjonistycznie budowane bogate plastycznie obrazy.

## Ponowoczesność
Literatura nowsza nawiązuje do idei syntezy sztuk często przy okazji podejmowanego eksperymentu. Jan Lechoń, poeta zawsze wrażliwy na malarstwo i muzykę, wiersz Sarabanda dla Wandy Landowskiej (ze swego ostatniego tomu Marmur i róża, 1954) ujął jako niemal muzyczną, wedle tytułu, sarabandę, której rytm przypomina miniaturę klawesynową. Jarosław Iwaszkiewicz jeszcze w okresie międzywojennym w dedykowanym Witkacemu utworze Wieczór u Abdona (1922) budował nastrojową opowieść fabularną jak senną wizję, znamienną muzycznym rytmem i malarską wyrazistością nawarstwiających się obrazów. Po latach podobnie – jak syntezę narracji psychologicznej, malarsko ujętych obrazów i prowadzonych jak leitmotiv wątków muzycznych (sięgając stosującego taką technikę kompozycji Wagnera) – zbudował opowiadanie Sny z tomu Sny. Ogrody. Sérénité (1974). W późnym tomie poezji i prozy Album tatrzańskie (1975) zamieścił zaś pisany zrytmizowaną prozą poetycką utwór Niebo, opatrzony na wstępie autorskim komentarzem, iż jest to „usiłowanie możliwie ścisłe oddania w słowie formy sonatowej” – utwór jest więc literacką transpozycją muzycznej formy sonaty.
W kulturze współczesnej programowo syntezę sztuk kształtował kompozytor Olivier Messiaen (obdarzony wyobraźnią synkretyczną, „barwnym słyszeniem”, kojarzący kolory i dźwięki), zwłaszcza w operze Święty Franciszek z Asyżu i muzyce elektronicznej wykorzystującej fale Martenota. Rozmaite tworzywa łączył też w dziełach operowych Krzysztof Penderecki, najpełniej w sacra rappresentazione (to odmiana gatunkowa opery) Raj utracony, sięgającym wprost do barokowo-romantycznej tradycji stylistycznej.
Indywidualność szczególną stanowił wszechstronny Roland Topor, z tradycji baroku i, zwłaszcza surrealizmu (znał osobiście Bretona) wywodzący swą twórczość rysownik, grafik, dramaturg i autor opowiadań, współpracujący też z filmem (latarnia magiczna dla Casanovy Felliniego).
Powstały w okresie modernizmu film jako technika rejestrowania i unaoczniania ruchu, a z czasem i sztuka, mógł budować synkretyczną wizję z chwilą uzyskania technicznej dojrzałości przekazu w obrębie precyzji dźwięku i barwy. Stało się to w latach 50.–60. XX wieku. Najpełniej i z barokowym rozmachem budował wielkie wizje filmowe Federico Fellini – reżyser o wyobraźni malarza (i uzdolnieniach plastycznych), wrażliwy też muzycznie. Tworzył syntezę sztuk w obrębie całego dzieła, z kulminacją w wybranych sekwencjach – tak w filmach Giulietta i duchy (zmysłowe i orgiastyczne epizody w domu Suzy, sąsiadki głównej bohaterki), Satyricon (wędrówka homoseksualnych kochanków przez dom publiczny), Rzym (pokaz mody kościelnej), Casanova (latarnia magiczna projektu Topora, brzmiący chóralnie muzyką Wagnera epizod niemiecki), Miasto kobiet (żona bohatera, śpiewająca w domu Snaporaza arię z Verdiowskiej Traviaty), A statek płynie (muzyka Verdiego w scenie rozsypania prochów śpiewaczki na morzu oraz tonięcia okrętu).
Podobny styl ujawniał Luchino Visconti (który cenił zresztą operę i reżyserował spektakle operowe) w filmach Lampart i Zmierzch bogów, ale zwłaszcza w przesyconym muzyką Wagnera Ludwigu (którego bohaterem był obłąkany protektor kompozytora – król Ludwik Bawarski). Syntezę sztuk podejmuje Ken Russell, przesycając swe filmy muzyką portretowanych kompozytorów, wykorzystywaną też w scenach ściśle wizyjnych (Kochankowie muzyki – o Czajkowskim; Mahler), a w Diabłach dając brutalną i steatralizowaną wizję epoki baroku. Russell zrealizował w 1975 film Tommy, stanowiący barokowo bujną plastycznie adaptację musicalu – synteza sztuk wkroczyła tak w krąg kultury masowej. Z kolei w filmach Andrieja Tarkowskiego (Andriej Rublow, Zwierciadło, Ofiarowanie) syntezę sztuk tworzą bezpośrednie cytaty z dzieł malarstwa, powiązane z muzyką wielkich mistrzów. Podobną syntezę uzyskiwał Werner Herzog, wiążąc „malarsko” filmowany pejzaż i dźwięk (Szklane serce – z psychodeliczną muzyką rockową, Fitzcarraldo – z muzyką operową).
Spośród polskich reżyserów Andrzej Wajda świadomie imituje obrazy malarskie w filmach Wesele (odwołując się do pasteli Wyspiańskiego) i Brzezina (stylizując kadry na kompozycje symboliczne Jacka Malczewskiego), nadaje też znaczenie dramatyczne barwie. Wojciech Has w filmie Sanatorium pod Klepsydrą, wizjonersko przetwarzającym prozę Schulza, zyskał efekt syntezy sztuk dzięki malarskiej kompozycji kadrów i barokowo oraz secesyjnie ujętej scenografii Jerzego Skarżyńskiego. Andrzej Żuławski w ujętym jak metafizyczny thriller historyczny Diable efekt wizjonerskiej syntezy uzyskał, łącząc wysmakowane malarsko kadry (bliskie pejzaży Friedricha) z brzmiącą rockowo muzyką Andrzeja Korzyńskiego. Współcześnie Lech Majewski zrealizował operowo ujęty film Pokój saren (w całości śpiewany), wykorzystywał też w kadrach malarstwo (Angelus – sięgający do malarza naiwnego Teofila Ociepki, Ogród rozkoszy ziemskich – do obrazu Boscha).

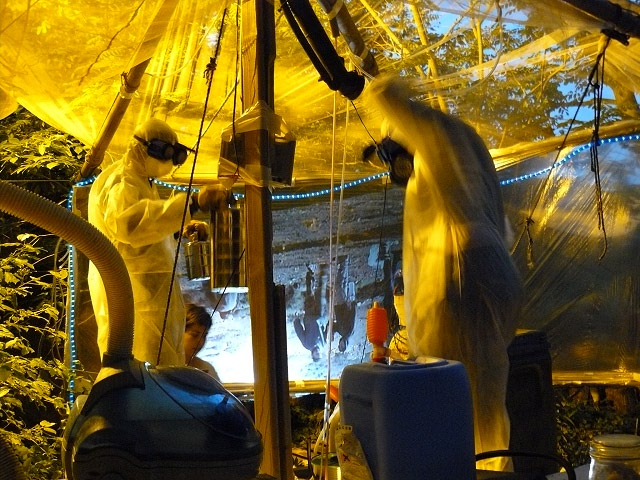
Najnowsze dzieła z dziedziny performance czerpią środki wyrazu z plastycznych instalacji i video-artu wmontowując w nie teatralne działanie artysty stającego się częścią dzieła, które sam tworzy. Na równi z widowiskowością czy kompozycją, artysta stawia pewne przesłanie lub literacki przekaz. Tutaj na fotografii performance pt. Cryogène, Awinion 2008

Miejsce osobne zajmuje film operowy, stanowiący adaptację opery, jednak tylko wówczas, kiedy reżyser nie zmierza w stronę realizmu, ale wysnuwa konsekwencje artystyczne ze spotkania wielu sztuk w obrębie jednego dzieła. Tak uczynili Ingmar Bergman (Czarodziejski flet według Mozarta) i Andrzej Żuławski (Borys Godunow według Musorgskiego). Bliski jest temu europejski film muzyczny, który odchodzi od tradycji realistycznie kształtowanego musicalu – to Jacques Demy i Parasolki z Cherbourga z Catherine Deneuve w roli głównej i muzyką Legranda, film w całości śpiewany, ale też pełen wysmakowanych kolorystycznie kadrów.
W obrębie malarstwa oraz rzeźby po II wojnie światowej synteza sztuk ujawniała się, zresztą często, poprzez synkretyzm formy, a w końcu odejście od gotowego, ukończonego przez artystę, dzieła na rzecz ukazywania procesu twórczego przy wykorzystaniu tworzywa różnych sztuk. Tak sztuka konceptualna jak, pokrewny jej,performance improwizując, ukazując sztukę jako proces – wykorzystują najrozmaitsze tworzywo: malarskie, literackie, ale zwłaszcza technikę multimedialną (szczególnie wideo). Tak, przy wykorzystaniu urządzeń elektronicznych oraz techniki cyfrowej, urzeczywistnia się dawna, wielowiekowa, idea syntezy sztuk.

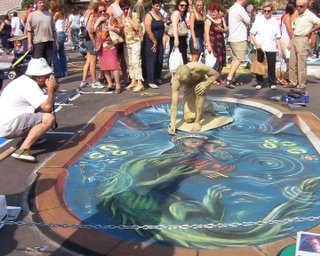
Produktem happeningu będącego publiczną manifestacją sztuki z pogranicza teatru, plastyki i tańca są najczęściej formy ulotne, tak jak w tym przypadku. Bywają jednak trwałe i wysublimowane, jak monumentalne dzieła Franciszka Starowieyskiego powstałe w jego „teatrze rysowania”

W obrębie kultury masowej zjawiskiem wysnutym z, najprostszej, syntezy tworzywa w obrębie percepcji jest komiks. Ciekawszy, a często wyrafinowany stylowo i wybitny artystycznie, praktyczny przejaw syntezy sztuk to wideoklip – zjawisko powszechne w obrębie popularnej kultury muzycznej, a oparte na kojarzeniu obrazu i dźwięku. Interpretując, a raczej unaoczniając, piosenkę teledysk osnuwa wokół niej zarys fabuły, stawia przed wykonawcą zadania aktorskie, nadaje znaczenie scenografii, kostiumom, czy nawet makijażowi postaci. Osobne znaczenie ma tu montaż (zwykle szybki jego rytm), także specjalne efekty plastyczne uzyskiwane komputerowo. Powstająca z tego całość to synteza sztuk. Pionierskie dokonania w tej mierze miał zespół Queen (w teledysku do piosenki „Save Me” wykorzystano po raz pierwszy animację). Oryginalne teledyski nagrała Madonna („Music”, także „Hung Up” oraz „Sorry” – z albumu Confessions on a Dance Floor). Mistrzem tej formy był Michael Jackson, którego teledysk do tytułowej piosenki albumu Thriller uchodzi za arcydzieło.
Cenionym przez publiczność przejawem syntezy sztuk w obrębie kultury popularnej są plenerowe widowiska nazywane son et lumière (fr. dosł. dźwięk i światło), w Polsce określane jako światło i dźwięk – nocne spektakle wykorzystujące muzykę i grę barw.
W Polsce rozwijała się poezja konkretna (zwana też „poezją wizualną”), której przedstawicielami byli Stanisław Dróżdż i – uchodząca za największą indywidualność – Marianna Bocian.
Nawiązaniem do tradycji stała się powstała w roku 1980 „Correspondance des Arts” – grupa łódzkich artystów, którą tworzyli: Andrzej Graczykowski (grafik i malarz), Zbigniew Janeczek (grafik), Zdzisław Jaskuła (poeta) i Janusz Paweł Tryzno (grafik i fotograf); w latach 1981–1985 grupa wydała siedem unikatowych bibliofilskich książek ilustrowanych oryginalnymi grafikami. Po roku 1990 tradycje grupy przejęła fundacja Correspondance des Arts i Muzeum Książki Artystycznej w Łodzi.